# Enya
Pour les articles homonymes, voir Enya (homonymie) et Brennan.
Eithne Patricia Ní Bhraonáin (/ɛnʲə pˠat̪ˠrʲəciə nʲiː vɾˠiːn̪ˠaːn/ — parfois rencontré sous la forme anglicisée Enya Brennan), dite Enya (/ɛnʲə/), née le 17 mai 1961 à Gaoth Dobhair (Irlande) est une chanteuse, compositrice et musicienne irlandaise. Elle est l'une des artistes irlandaises ayant vendu le plus de disques au monde. « Enya » est une approximation phonétique de la prononciation de « Eithne » en gaélique irlandais.
Enya peut également être considérée comme un groupe musical composé de trois personnes : Enya elle-même, qui compose les musiques de chaque chanson et les interprète au chant et parfois en même temps au piano, Nicky Ryan, qui produit les albums, et Roma Ryan, l'épouse de ce dernier, qui écrit les paroles dans différentes langues, le plus souvent en anglais, en gaélique irlandais et en latin.

## Biographie

### Une enfance musicale
Eithne est née à Gaoth Dobhair, dans le Comté de Donegal, en Irlande en 1961 dans une famille gaélophone où la musique était omniprésente. Ses grands-parents faisaient partie d'un groupe qui parcourait et présentait des spectacles à travers toute l'Irlande, son père était à la tête du Slieve Foy Band avant d'ouvrir un pub, et sa mère jouait dans un groupe de musique puis l'enseigna au Gweedore Comprehensive School. Eithne a quatre frères et quatre sœurs, dont plusieurs ont formé le groupe An Clann As Dobhair en 1968, qu'ils renommèrent Clannad dans les années 1970.
En 1980, Eithne joignit Clannad, dont faisaient partie sa sœur aînée Máire, ses frères Pól et Ciarán, ainsi que ses oncles jumeaux Noel et Padraig. Eithne joua du clavier et participa aux chœurs sur leurs albums Cran Ull (1980) et Fuaim (1982). En 1982 (juste avant que Clannad ne devienne connu pour son Theme From Harry's Game), le producteur et gérant Nicky Ryan quitta Clannad et Eithne l'accompagna afin d'entamer une carrière solo.

### Carrière solo
Eithne, travaillant avec Nicky et sa femme Roma, enregistre deux morceaux instrumentaux en solo intitulés An Ghaoth On Ghrian (« Le vent solaire ») et Miss Clare Remembers, qui paraissent sur l'album Touch Travel en 1984. Eithne apparaît pour la première fois sous le nom « Enya » pour la composition de la musique du film The Frog Prince (en), également connu sous le titre de French Lesson. Elle est approchée pour composer la musique d'un documentaire télévisé, The Celts, en 1986. La musique qui en est résultée sort sur son premier album solo, Enya (1987), mais n'obtient que peu de succès à l'époque. Un extrait du morceau Boadicea de cet album est utilisé par The Fugees en 1996 dans leur titre Ready or Not, causant une brève controverse puisque le groupe n'avait ni demandé la permission d'Enya, ni donné le crédit lui revenant initialement. Ironiquement, le titre de Mario Winans, I Don't Wanna Know, qui inclut un extrait d'Enya et un rap de P. Diddy (et qui donne officiellement crédit aux trois artistes), devient le single d'Enya ayant obtenu le meilleur résultat aux États-Unis avec un no 2 au palmarès Billboard Hot 100 en 2004.
La carrière d'Enya fait une percée en décembre 1988 avec l'album Watermark, sur lequel figure le morceau Orinoco Flow (parfois connu sous l'appellation tirée de son refrain « Sail Away », et non « C'est Noël » comme l'ont compris certains francophones qui l'ont pris pour une chanson de Noël). Orinoco Flow atteint le sommet des palmarès en Grande-Bretagne et ses ventes sont de 8 millions d'exemplaires. Trois ans plus tard, son successeur Shepherd Moons fait encore mieux avec 10 millions d'exemplaires vendus, succès qui lui vaut son premier trophée Grammy dans la catégorie « Meilleur album de musique New Age » (bien qu'Enya ne considère pas sa musique comme appartenant à ce genre). Elle remporte un autre Grammy en 1995 pour The Memory of Trees.
En 1997 sort un Best of intitulé Paint the Sky with Stars : The Best of Enya, qui contient deux morceaux inédits. Un coffret de trois albums est publié peu après : A Box of Dreams ; 1. Oceans, 2. Clouds, 3. Stars, qui regroupe la plupart de ses chansons dans un autre ordre, et renferme quelques inédits. En 1997, Enya décline l'offre qui lui est faite de composer la trame sonore du film de James Cameron Titanic. Cameron demande alors au compositeur James Horner d'adopter le style d'Enya pour ses propres compositions destinées au film. Le résultat s'avère si proche des compositions d'Enya que certaines sources donnent par erreur le crédit de la musique du film à l'Irlandaise.
Après une pause de cinq ans, Enya lance A Day Without Rain en 2000, d'une durée de 34 minutes. Après les attentats du 11 septembre 2001, sa chanson Only Time (tirée de A Day Without Rain) est utilisée en illustration sonore pour plusieurs reportages télévisés et radiophoniques consacrés aux attentats. Bien qu'elle n'ait pas apprécié cette façon d'utiliser son morceau, surtout quand en sont apparues des versions dans lesquelles avaient été incorporés des effets sonores provenant des attentats, elle accepte de faire paraître une édition spéciale de la chanson afin de recueillir des fonds pour les familles des victimes. Certains fans d'Enya déplorent que sa musique s'en trouve liée à des images de terrorisme. Ainsi, en 2002, des fans se plaignent publiquement du Larry King Live de CNN, qui a fait entendre May It Be, morceau qui n'a rien à voir avec la guerre, en diffusant des images de combats en Afghanistan.
Enya, de son propre aveu, n'est pas une travailleuse prolifique quand vient le temps de composer de nouveaux titres. Il peut s'écouler jusqu'à cinq ans entre deux albums consécutifs. En septembre 2004, une nouvelle chanson, appelée Sumiregusa, fait son apparition au Japon dans le cadre d'une campagne publicitaire pour Panasonic. La date de sortie de son album suivant, annoncée par Warner Music, a été plusieurs fois reportée. Finalement, alors que la date définitive était censée être novembre 2005, c'est peu avant Noël de cette année-là que paraît Amarantine, dont une nouvelle version, comportant quelques bonus, sera mise en vente un an plus tard.
Le 10 novembre 2008 sort And Winter Came..., sur lequel figurent douze chansons.
Le 23 novembre 2009 paraît The Very Best of Enya. Bien qu'on n'y trouve aucun morceau nouveau, le CD contient une version inédite de Aniron écrite pour Le Seigneur des anneaux. Ce Best of se décline en une édition enrichie d'un DVD qui permet de découvrir treize vidéoclips, un documentaire et deux making of (consacrés à Caribbean Blue et à Only Time).
Le 20 novembre 2015, après sept ans d'absence, Enya revient avec Dark Sky Island, sur lequel figurent quatorze nouvelles chansons, dont deux en latin et deux en loxian.

### Fortune et vie personnelle

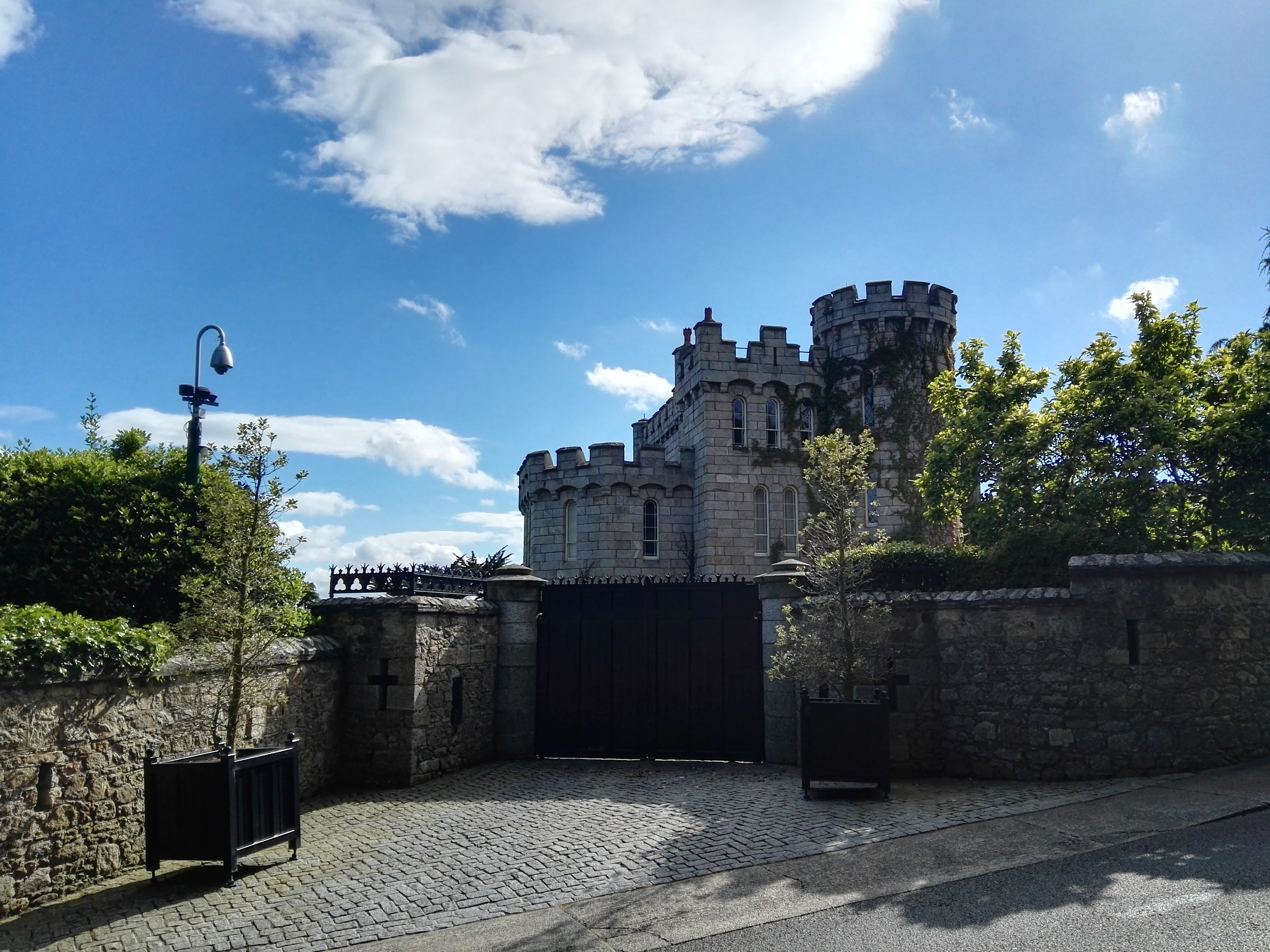
Château de Manderley à Killiney.

On estime qu'elle a vendu 80 millions de disques et amassé une fortune de plus de 136 millions de dollars. À la fin des années 1990, célibataire, elle a acheté le château de Manderley (en) à Killiney (Leinster), en Irlande de l'est, où elle vit seule. N'accordant pas d'entrevue, ne donnant pas de concert et vivant avec une dizaine de chats dans son château, Enya est une des chanteuses qui battent des records de vente avec ses chansons.

## Chansons
Plusieurs chansons d'Enya sont chantées en anglais, un certain nombre de morceaux sont chantés en gaélique irlandais ou en latin, alors que d'autres contiennent un mélange de ces langues avec de l'anglais. De plus, Roma Ryan a écrit des paroles de chansons pour elle en gaélique, en espagnol, et même dans des langues imaginaires de la Terre du Milieu créées par J. R. R. Tolkien.
Enya a d'ailleurs interprété des morceaux liés au Seigneur des anneaux de J. R. R. Tolkien, comme Lothlórien (instrumental, 1991), May It Be (2001, chanté en anglais et en quenya, un langage elfique créé par Tolkien) et Aníron (en sindarin, un autre langage elfique créé par Tolkien) — les deux derniers apparaissant sur la trame sonore du premier film de la trilogie cinématographique de Peter Jackson. May It Be a été sélectionnée en 2002 aux Oscars en tant que meilleure chanson originale tirée d'un film, mais n'a pas remporté le trophée.
Enya a interprété ses morceaux à différentes occasions à la télévision, pour des évènements spéciaux, mais jamais devant un public en salle. Elle a affirmé qu'elle aimerait le faire un jour, et considère un spectacle en salle comme l'un des défis qui lui restent à relever.
Le single Only Time est utilisé dans une publicité pour Volvo Trucks, avec Jean-Claude Van Damme, qui a été diffusée en novembre 2013, ainsi que dans le film à succès de David Leitch, Deadpool 2, sorti en salles courant 2018, qui utilise également Caribbean Blue.
Le single Orinoco Flow est entendu dans le film Gran Turismo de Neill Blomkamp en 2023, le protagoniste de l'histoire écoute cette piste avant ses courses pour se concentrer. Dans Deadpool et Wolverine, sorti en 2024, une hypothétique nouvelle compilation d'Enya est brièvement évoquée.

## Discographie

### Albums studio
- 1987 : Enya
- 1988 : Watermark
- 1991 : Shepherd Moons
- 1992 : The Celts
- 1995 : The Memory of Trees
- 2000 : A Day Without Rain
- 2005 : Amarantine
- 2008 : And Winter Came...
- 2015 : Dark Sky Island

### Compilations
- 1997 : Paint The Sky With Stars
- 2009 : The Very Best of Enya

### Coffrets
- 1997 : A Box Of Dreams : 1. Oceans, 2. Clouds, 3. Stars
- 2002 : Only Time – The Collection

### Singles
Au fil des ans, Enya a fait paraître un certain nombre de singles, certains sont extraits de ses albums, d'autres sont des morceaux inédits.
- 1987 : I Want Tomorrow
- 1988 : Orinoco Flow
- 1988 : Evening Falls...
- 1989 : Storms in Africa
- 1989 : 6 Tracks EP
- 1989 : Oíche Chiún (Silent Night)
- 1990 : 3 Tracks EP
- 1991 : Exile
- 1991 : Caribbean Blue
- 1991 : How Can I Keep From Singing?
- 1992 : Book of Days
- 1992 : The Celts
- 1994 : Marble Halls
- 1994 : The Christmas EP
- 1995 : Anywhere Is
- 1996 : On My Way Home
- 1997 : Only If...
- 1998 : Orinoco Flow
- 2000 : Only Time
- 2001 : Wild Child
- 2001 : Only Time (Remix)
- 2002 : May It Be
- 2005 : Sumiregusa, CD promotionnel Japon pour la pub TV Panasonic uniquement
- 2005 : Amarantine
- 2005 : If I Could Be Where You Are, CD promotionnel Japon uniquement
- 2006 : It's in the Rain
- 2006 : Sounds of the Season EP (6 Tracks)
- 2006 : Christmas Secrets EP (4 Tracks)
- 2006 : The Magic of the Night, CD promotionnel Japon uniquement
- 2008 : Crying Wolf
- 2008 : Trains and Winter Rains
- 2008 : White Is in the Winter Night, téléchargement légal uniquement (version numérique)
- 2009 : My! My! Time Flies!, téléchargement légal (version numérique) et CD promotionnel uniquement
- 2009 : Dreams Are More Precious, CD promotionnel Japon uniquement
- 2015 : Echoes In Rain, single de l'album Dark Sky Island, téléchargement légal (version numérique) et CD promotionnel uniquement (Edit version)

### Bandes originales
Les morceaux de musique d'Enya ont été utilisées dans plusieurs films ainsi que dans certains épisodes de séries télévisées (Friends, Alias...).
- 1984 : La trame sonore de The Frog Prince (en) (alias French Lesson) publiée en album contient pour la majeure partie de la musique composée par Enya mais qu'elle n'a pas interprétée. Une version CD subséquente y ajoute deux chansons qu'elle interprète cette fois.
- 1987 : Trame sonore du documentaire The Celts.
- 1990 : Green Card (River, Watermark, Storms in Africa)
- 1991 : L.A. Story (Epona, Exile[8], On Your Shore)
- 1992 : Horizons lointains (Far and Away) (Book of Days)
- 1992 : La Nuit déchirée (Sleepwalkers) (Boadicea)
- 1992 : Toys (Ebudae)
- 1993 : Le Temps de l'innocence (The Age of Innocence) (Marble Halls)
- 1995 : Pleure, ô pays bien-aimé (Cry, the Beloved Country) (Exile)
- 2001 : Sweet November (Only Time)
- 2001 : New-York 911, épisode 16, saison 2 (Only Time)
- 2001 : Le Seigneur des anneaux : La Communauté de l'anneau (May It Be, Aníron)
- 2001 : Ocean Men: Extreme Dive (A Day Without Rain, Lazy Day)
- 2001 : La 6e victime (Boadicea)
- 2004 : Alias (How can I keep from singing?)
- 2007 : En cloque, mode d'emploi (Knockep Up) (Once You Had Gold)
- 2007 : Esprits criminels, épisode Le pyromane - saison 2, épisode 19 (Boadicea)
- 2010 : Shrek 4, il était une fin (Orinoco Flow)
- 2011 : Millénium : Les Hommes qui n'aimaient pas les femmes (Orinoco Flow)
- 2016 : Black Mirror, épisode 6, saison 3 (Orinoco Flow)
- 2018 : Deadpool 2 (Caribbean Blue, Only Time)
- 2021 : Baby Boss 2 : Une affaire de famille (Orinoco Flow)
- 2023 : Grand Turismo (Orinoco Flow)

### Idées fausses
Une erreur couramment relevée voudrait qu'Enya soit à l'origine de l'album Adiemus ; ce dernier est en fait un projet du musicien Karl Jenkins, interprété par Miriam Stockley. De même, des enregistrements de Loreena McKennitt, Sissel Kyrkjebø ou Moya Brennan — sœur aînée d'Enya — ont parfois été attribués à tort à Enya, particulièrement les morceaux de Sissel enregistrés pour la trame sonore du film Titanic.
Les génériques de fin du film Gladiator (2000) de Ridley Scott — Pavor et Etruria —, ont été chantés par Lisa Gerrard et non pas par Enya, une autre erreur fréquente.